# درو كونر
درو كونر (بالإنجليزية: Drew Conner)‏ (18 فبراير 1994 بكاري في الولايات المتحدة - ) هو لاعب كرة قدم أمريكي في مركز الوسط. لعب مع شيكاغو فاير ونادي سانت لويس وChicago Fire U-23 ‏ وWisconsin Badgers men's soccer ‏.

## وصلات خارجية
- درو كونر على موقع الدوري الأمريكي (الإنجليزية)
- درو كونر على موقع إي إس بي إن إف سي (الإنجليزية)
- درو كونر على موقع قاعدة بيانات كرة القدم.إي يو (الإنجليزية)
- درو كونر على موقع Soccerbase.com (لاعب) (الإنجليزية)
- درو كونر على موقع Soccerway.com (الإنجليزية)
- درو كونر على موقع عالم كرة القدم.نت (الإنجليزية)
- درو كونر على موقع AS.com (الإسبانية)